# Pulsatilla occidentalis
Pulsatilla occidentalis är en ranunkelväxtart som först beskrevs av S. Wats., och fick sitt nu gällande namn av Josef Franz Freyn. Pulsatilla occidentalis ingår i släktet pulsatillor, och familjen ranunkelväxter. Inga underarter finns listade i Catalogue of Life.